# Fabio Casagrande
Fabio Casagrande (nascido em 10 de janeiro de 1976) é um piloto brasileiro-italiano de automobilismo, conhecido por sua carreira no kart, Fórmula 3, GT3 e carros de turismo. Ao longo da carreira, competiu em diversos campeonatos nacionais e internacionais, conquistando destaque com dois títulos da Copa Trophy no TCR South America.

## Carreira inicial
Casagrande iniciou sua carreira no kart em 1989, vencendo sua primeira corrida na categoria Júnior do Campeonato Campineiro de Kart.

## Fórmula 3
Em 2003, estreou na Fórmula 3 Sul-Americana na categoria Light. Entre 2004 e 2006, competiu na categoria principal da Fórmula 3 Sul-Americana.

## GT
Entre 2007 e 2008, participou do campeonato GT3 Brasil, pilotando um Dodge Viper. Também competiu na GT3 Europe, ao volante de uma Ferrari F430 Scuderia.

## Carros de turismo
Atualmente, Casagrande compete no TCR South America na classe Trophy, destinada a pilotos semiprofissionais. Pilota o carro número 34 da equipe Squadra Martino e foi campeão da Copa Trophy em 2022 e 2023. É o único piloto da classe Trophy no mundo a vencer uma etapa geral do TCR.

## Símbolos pessoais
Seu capacete tem as cores da bandeira do Brasil, com uma faixa representando as cores da bandeira da Itália, país do qual possui cidadania.

## Títulos
- Campeão da Copa Trophy do TCR South America: 2022, 2023